# Uzel Holding
Uzel Holding – turecki koncern założony w 1935 przez Ibrahima Uzela.
Przedsiębiorstwo początkowo działało w Bursie produkując resory piórowe. W miarę rozwoju produkcji w 1940 przeniesiono je do Stambułu, gdzie oferta została poszerzona o ramy konstrukcyjne i inne części. Od 1948 przedsiębiorstwo działało pod zarejestrowaną nazwą Imbrahim Uzel, a od 1953 jako İbrahim Uzel ve Ortakları Limited Şirketi z siedzibą w dzielnicy Stambułu Sirkeci.
W 1958 dotychczasowa fabryka stała się zbyt mała na potrzeby produkcji i powstał nowy zakład w dzielnicy Rami. W 1961 przedsiębiorstwo podpisało umowę licencyjną na produkcję ciągników rolniczych z Massey Ferguson i w 1962 linię produkcyjną opuścił pierwszy ciągnik – były to pierwsze tego typu pojazdy produkowane w Turcji. W 1964 Uzel podpisał umowę licencyjną na produkcję silników z brytyjską firmą Perkins Engines Company Limited i uruchomił pierwszą w tym kraju produkcję silników Diesla. W latach 70. XX wieku nastąpiło rozszerzenie zakresu produkcji dzięki kolejnym umowom i w 1977 powstał holding Uzel, kierowany przez Ahmeta Uzela. Od 1981 przedsiębiorstwo rozwinęło dystrybucję na rynku międzynarodowym.
Od 1997 r. spółka notowana była na London Stock Exchange i İstanbul Menkul Kıymetler Borsası. Od 2005 siedziba jej znajdowała się w Amsterdamie.
W 2005 holding przejął niemiecką firmę Holder, a w 2007 rozpoczęto produkcję w Pune w Indiach i zakupiono 51 proc. udziałów w polskiej spółce Ursus od grupy Bumar, w efekcie czego powstała spółka joint venture o nazwie Ursus International Tractors sp. z o.o. W 2008 roku umowa z Ursusem wygasła ze względu na niespełnienie jej warunków przez Uzel.